# Gendehalli, Belur
Gendehalli là một làng thuộc tehsil Belur, huyện Hassan, bang Karnataka, Ấn Độ.